# Bono (Itálie)
Bono (sardinsky: Bòno) je italská obec (comune) v provincii Sassari v regionu Sardinie. Nachází se ve výšce 540 metrů nad mořem a má přibližně 3 300 obyvatel. Rozloha obce je 74,54 km².